# David Datro Fofana
David Datro Fofana (ur. 22 grudnia 2002 w Ouragahio) – iworyjski piłkarz występujący na pozycji napastnika w angielskim klubie Burnley, do którego jest wypożyczony z Chelsea oraz w reprezentacji Wybrzeża Kości Słoniowej.
Wychowanek Abidjan City, w trakcie swojej kariery grał także w takich zespołach, jak Molde, czy Union Berlin.